# Lauge Larsen
Lauge Larsen (født 19. november 1947) er en dansk socialdemokratisk politiker, som var borgmester i Morsø Kommune 2010-2013. Larsen blev valgt til regionsrådet for Region Nordjylland i 2017.

## Eksterne links
- Biografi på Lauge Larsens website Arkiveret 15. september 2013 hos  Wayback Machine
- Danske Kommuners borgmesterfakta

|  | Artiklen om politikeren Lauge Larsen kan blive bedre, hvis der indsættes et (bedre) billede. Du kan hjælpe ved at afsøge Wikimedia Commons for et passende billede eller uploade et godt billede til Wikimedia Commons iht. de tilladte licenser og indsætte det i artiklen. |